# Dō
Dō (道 nel linguaggio ideografico kanji giapponese) significa letteralmente “ciò che conduce” nel senso di “disciplina” vista come “percorso”, “Via”, “cammino”, in senso non solo fisico ma soprattutto spirituale.
È un suffisso usato spesso nelle arti marziali giapponesi per significare l'evoluzione dell'arte marziale da pura e semplice tecnica di combattimento usata da militari in tempo di guerra, a disciplina formativa praticata non più con finalità militare ma volta a realizzare nel praticante, in tempo di pace, un'elevazione di tipo "spirituale" ed esistenziale, utilizzando la tecnica marziale come strumento di perfezionamento delle abilità e delle capacità psicofisiche del praticante.
Dō si compone dell'ideogramma del piede che simboleggia l'andare, il camminare, il mettersi in marcia, è l'immagine semplificata di una testa con capelli, un capo, un condottiero, il senso è quello di orientarsi verso qualcosa o qualcuno. L'ideogramma completo si compone di un cammino, una via tracciata dal capo del clan e quindi per estensione il principio a cui occorre attenersi, la regola, la dottrina e per astrazione la via.
I suoi simboli sono la spada, che sta a indicare il "buon combattimento", e la bussola che indica la "giusta via".
Il Dō è anche il nome del testo su cui sono raccolte le regole fondamentali di questa dottrina.
Uno dei pionieri in occidente di questa disciplina è stato lo scrittore e aforista tedesco (Hermann Hesse).

## La valenza del termine nella cultura tradizionale giapponese
È caratteristico e peculiare, della cultura tradizionale giapponese ed orientale in genere, il convincimento che attraverso lo zelante lavoro di ricerca della perfezione dell'esecuzione del gesto fisico, della perfezione nell'esecuzione di una forma espressiva di tipo dinamico eseguita mediante una tecnica del corpo, l'uomo possa raggiungere, unitamente alla perfezione dell'esecuzione rituale del gesto, anche l'elevazione spirituale fino alla realizzazione della propria perfezione spirituale.
Questo percorso di ricerca, fisico ed insieme spirituale, in grado di guidare e condurre l'uomo alla perfezione spirituale attraverso la perfezione dell'espressione formale del gesto fisico, è denominato Dō (道).
Discipline come l'Aikidō (合気 道, evoluzione da Aiki-jitsu 合気 - 術 ad Aiki-dō 会気 - 道) od il Budō (武道, evoluzione da Bu-jutsu 武 - 術 a Bu-dō 武 - 道) od altre discipline provenienti da arti marziali giapponesi alla cui denominazione sia stato apposto il suffisso Dō (道), sono esempi di come si sia evoluto l'aspetto della mera tecnica militare volta al combattimento, cioè un Jitsu (術), in disciplina con finalità di formazione spirituale, cioè un Dō (道).
Troviamo il suffisso Dō (道) anche in rituali e discipline diverse dalle arti marziali, e ne sono esempio lo shodō (via della scrittura, o arte della calligrafia) e il Chadō (via del tè), una delle arti zen più famose.